# Ruffin (Adelsgeschlecht)

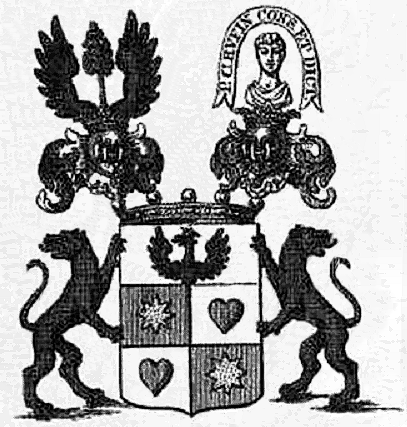
Freiherrliches Wappen

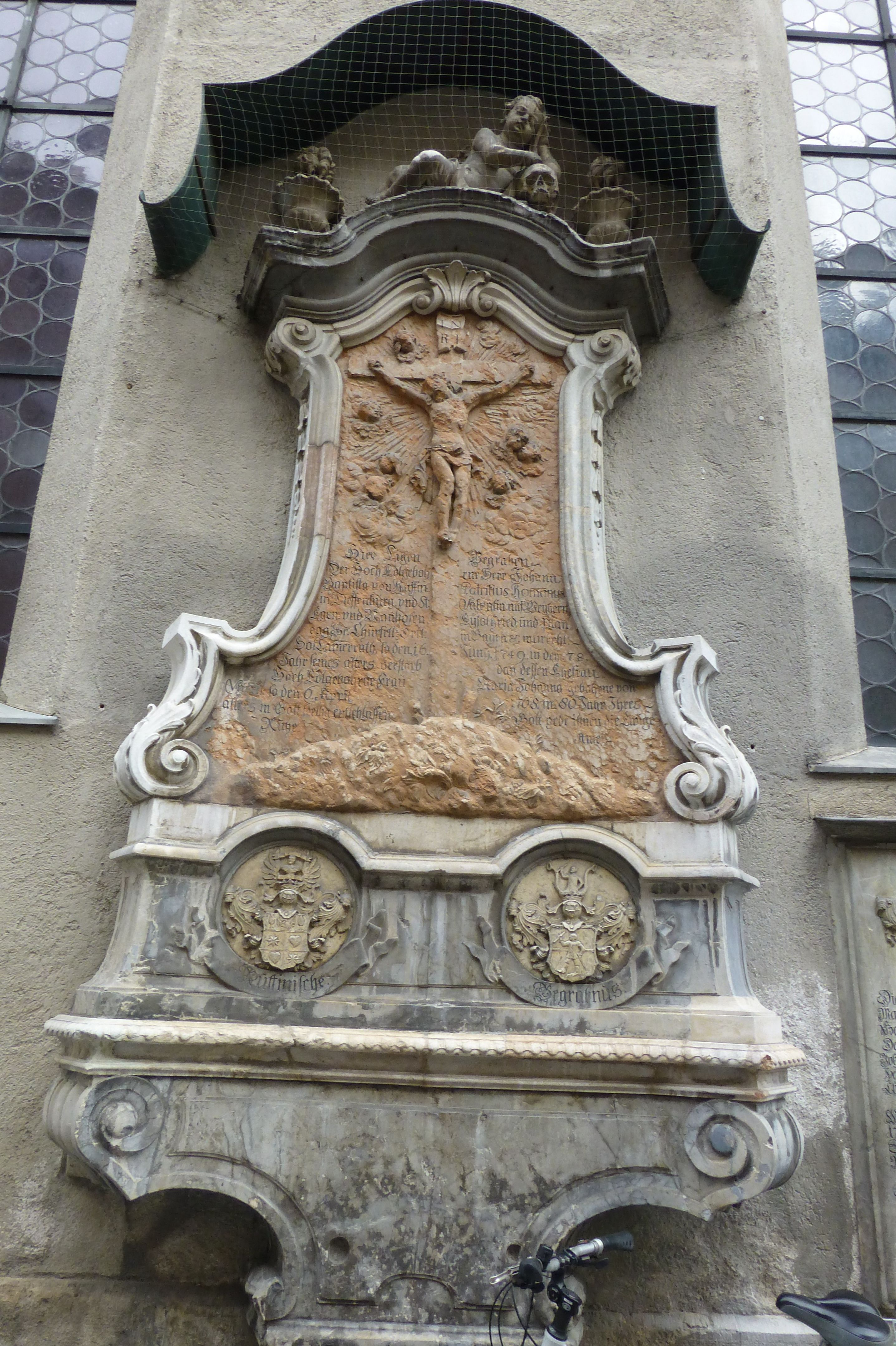
Epitaph für Johann Baptist Ruffin an der Außenmauer von St. Peter in München

Ruffin, auch Ruffini zu Tiefenburg, ist der Name eines alten Tiroler, später bayerischen Adelsgeschlechts, das 1720 in den Reichsritterstand sowie 1769 in den Reichsfreiherrenstand erhoben wurde. Die Familie besteht gegenwärtig fort.

## Geschichte
Das urkundlich seit dem 15. Jahrhundert belegte Geschlecht mit italienischen Wurzeln stammte vom Nonsberg. Die Ruffin beriefen sich auf eine fragwürdige Abstammung von dem römischen Diktator Publius Cornelius Rufinus. In Folge nahm die Familie die Büste des Diktators als Helmzier in ihr Wappen auf und führte sogar den Titel „Romanische Patrizier“. Der Schriftsteller Johann Martin Maximilian Einzinger von Einzing schrieb darüber eine Deduktion. Im 17. Jahrhundert ließen sich Mitglieder in Meran nachweisen. Am 10. Mai 1629 erscheint Donat Ruffin als Apotheker in Meran. Der Kaufmann Johann Baptist Ruffini zu Tiefenburg zog nach Bayern, wo er es mit dem Salzhandel zu enormem Wohlstand brachte. Er wurde zum kurbayerischen Hofkammerrat und Kaiserlichen Wirklichen Rat ernannt und erlangte die bayerische Edelmannsfreiheit. 1720 erhielten Johann Baptist Ruffin und seine Brüder, der Meraner Landrichter und Bürgermeister Franz Ruffin und der Wechsler Sebastian Ruffin, die Bestätigung des rittermäßigen Reichsadelsstandes und der Erblande mit dem Prädikat „zu Tiefenburg“. 1726 erfolgte die Anerkennung des Adels. 1733 wurde Joseph Anton von Ruffini in den Augsburger Geschlechterstand erhoben, darauf Stadtratsassessor, Mitglied des Stadtgerichtes und 1736 Magistrat von Schongau. Der Sohn von Johann Baptist, der kurbayerische Kämmerer und Hofrat Franz Xaver Florian von Ruffin, erhielt am 7. August 1769 in Wien von Kaiser Joseph II. das Freiherrendiplom. Im 19. Jahrhundert wurden die Brüder Joseph Franz Xaver Johann Nepomuk Freiherr von Ruffin, Herr auf Weyern, Planegg, und St. Valentin (* 1791), Max Emanuel Johann Nepomuk Freiherr von Ruffin (* 1800), sowie August Joseph Maria Peter Paul Freiherr von Ruffin (* 1808) in die königlich-bayerische Adelsmatrikel eingetragen.

## Besitzungen
Johann Baptist von Ruffini kaufte in Bayern die Güter Weyhern, Eisolzried, Nannhofen, Pelkovenschlössl Hofmark Moosach und Planegg. Das 1708 von Ruffini erworbene Ruffinihaus am Rindermarkt Nr. 12 in München trägt noch heute seinen Namen. 1717 ließ Ruffin in Meran den Ansitz Tiefenbrunn am Rennweg erbauen. Des Weiteren erwarb Ruffin 1724 den Ansitz St. Valentin in Obermais und stiftete 1725 in der Wallfahrtskirche St. Valentin drei Wochenmessen, für sich und seine Verwandten und eine Jahresmesse in der Pfarrkirche St. Vigil. 

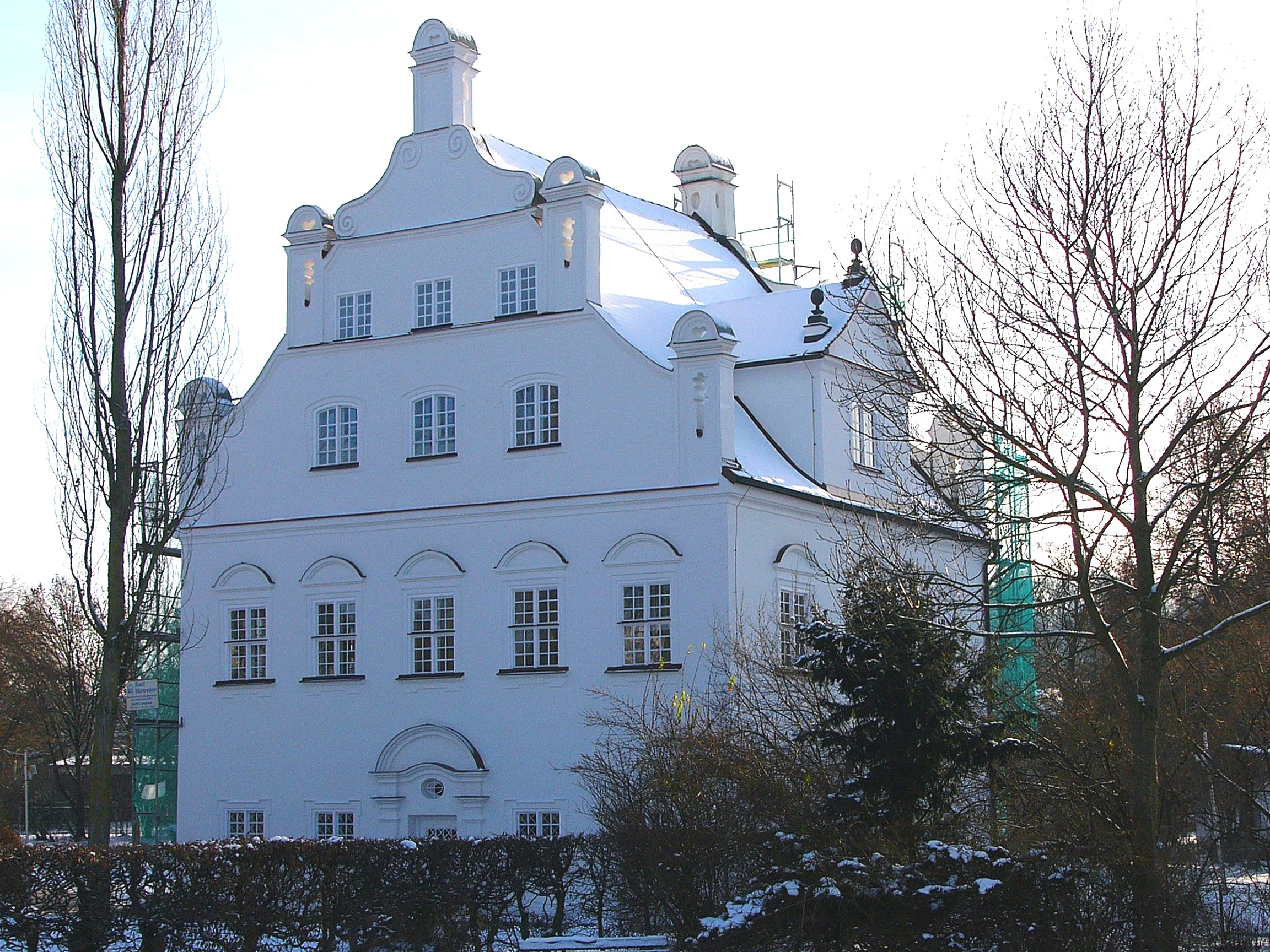
Ruffinischlösschen, Landshut
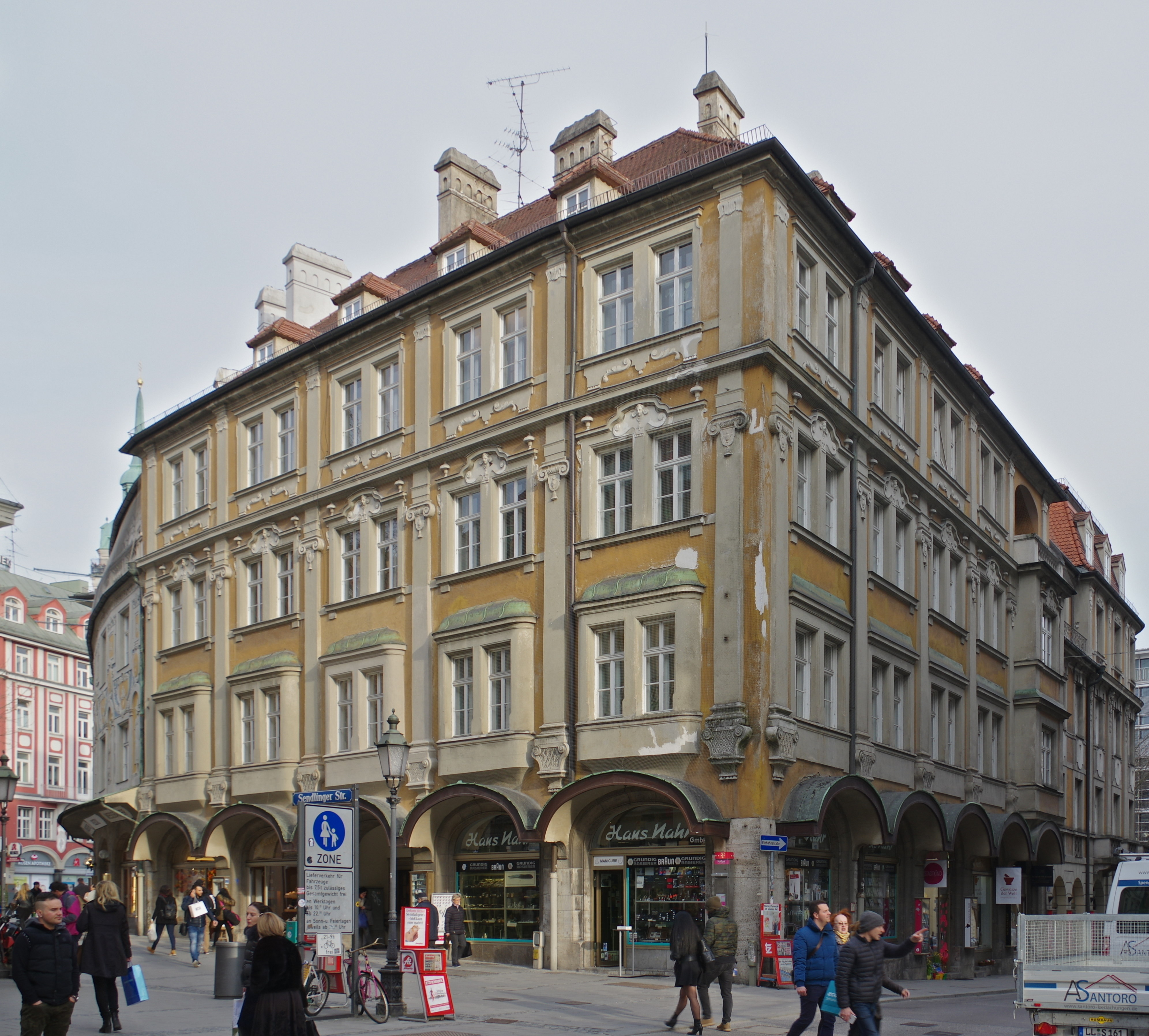
Ruffinihaus, München
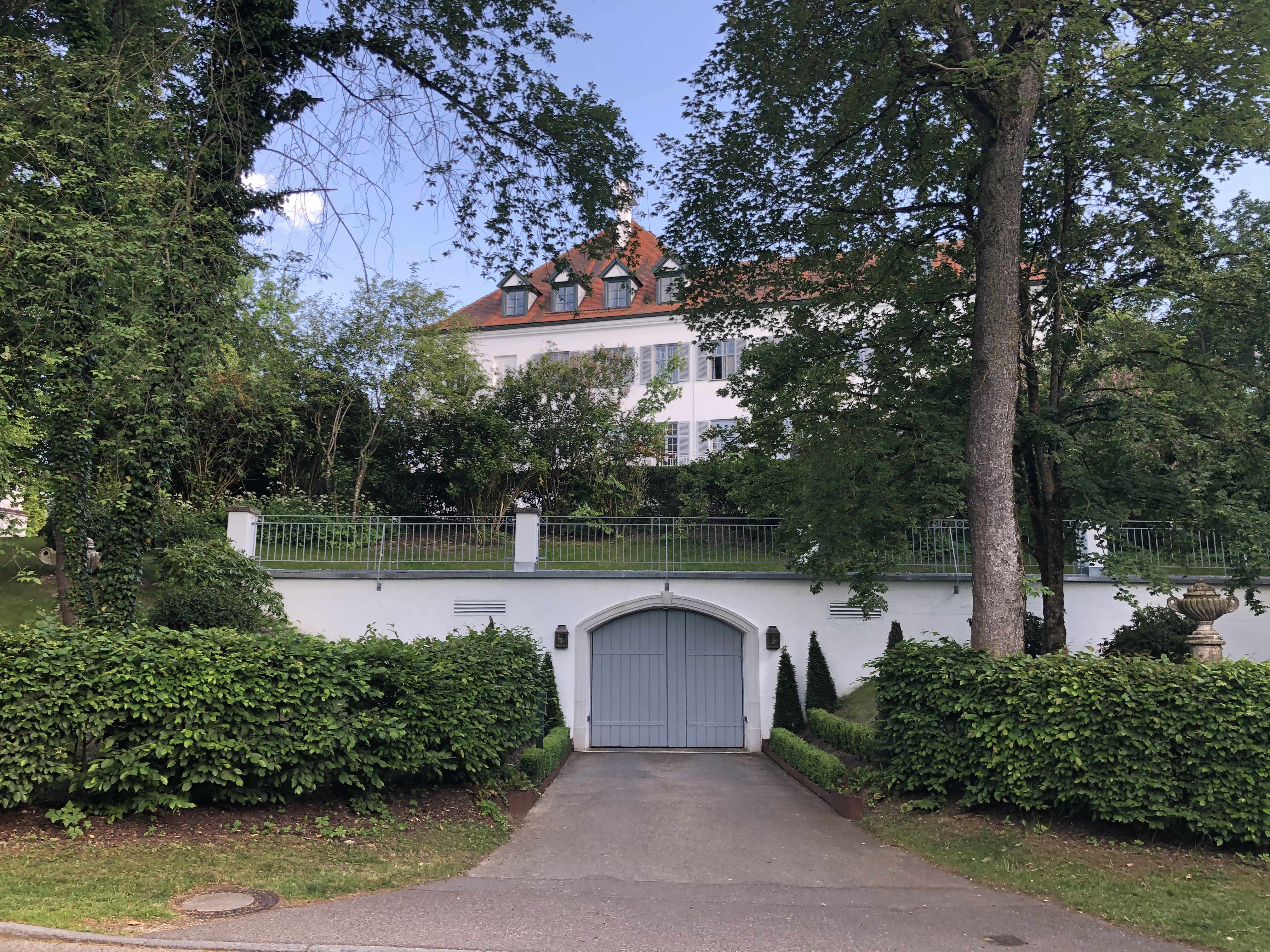
Schloss Weyhern, Oberbayern
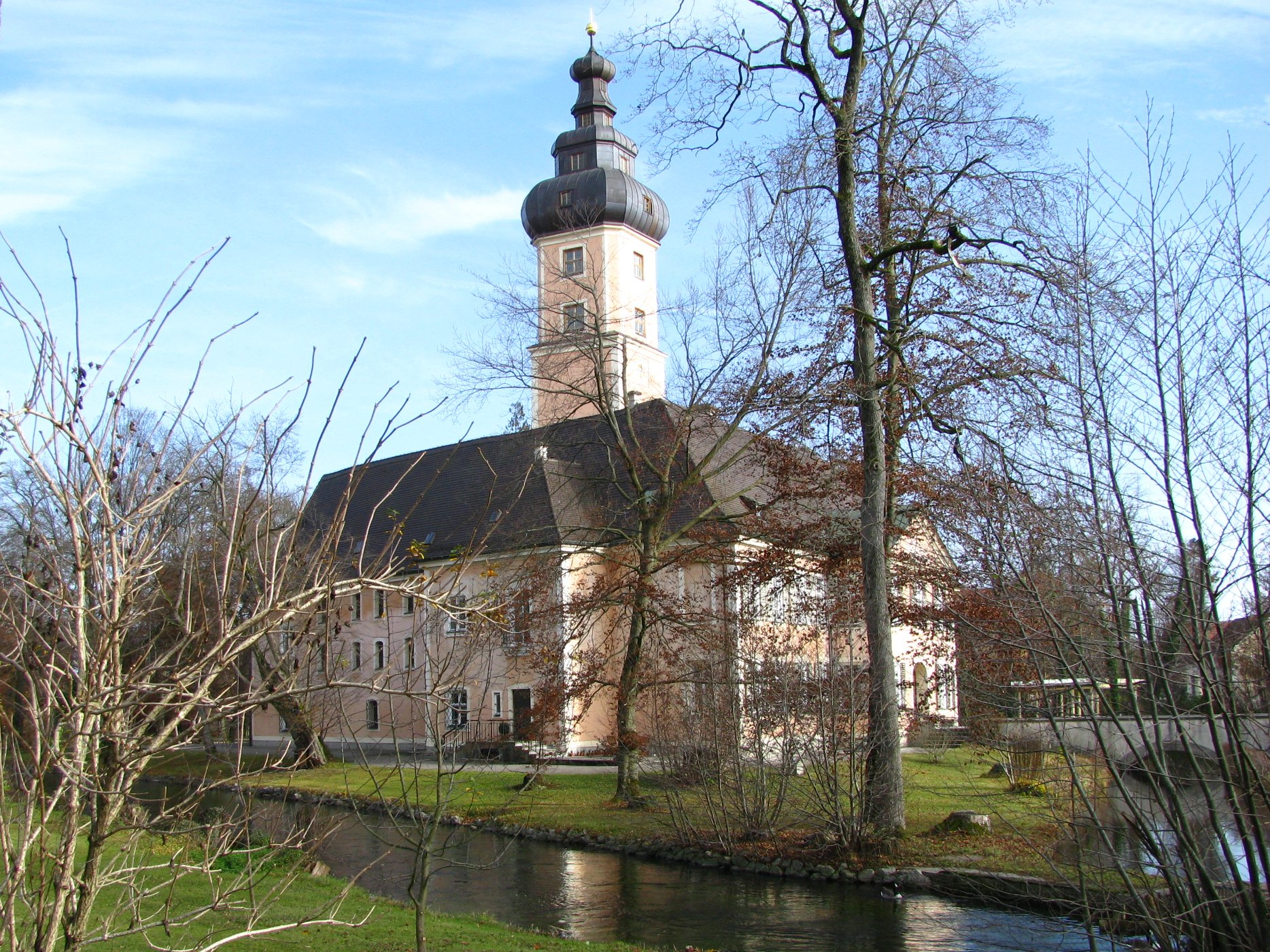
Schloss Planegg bei München
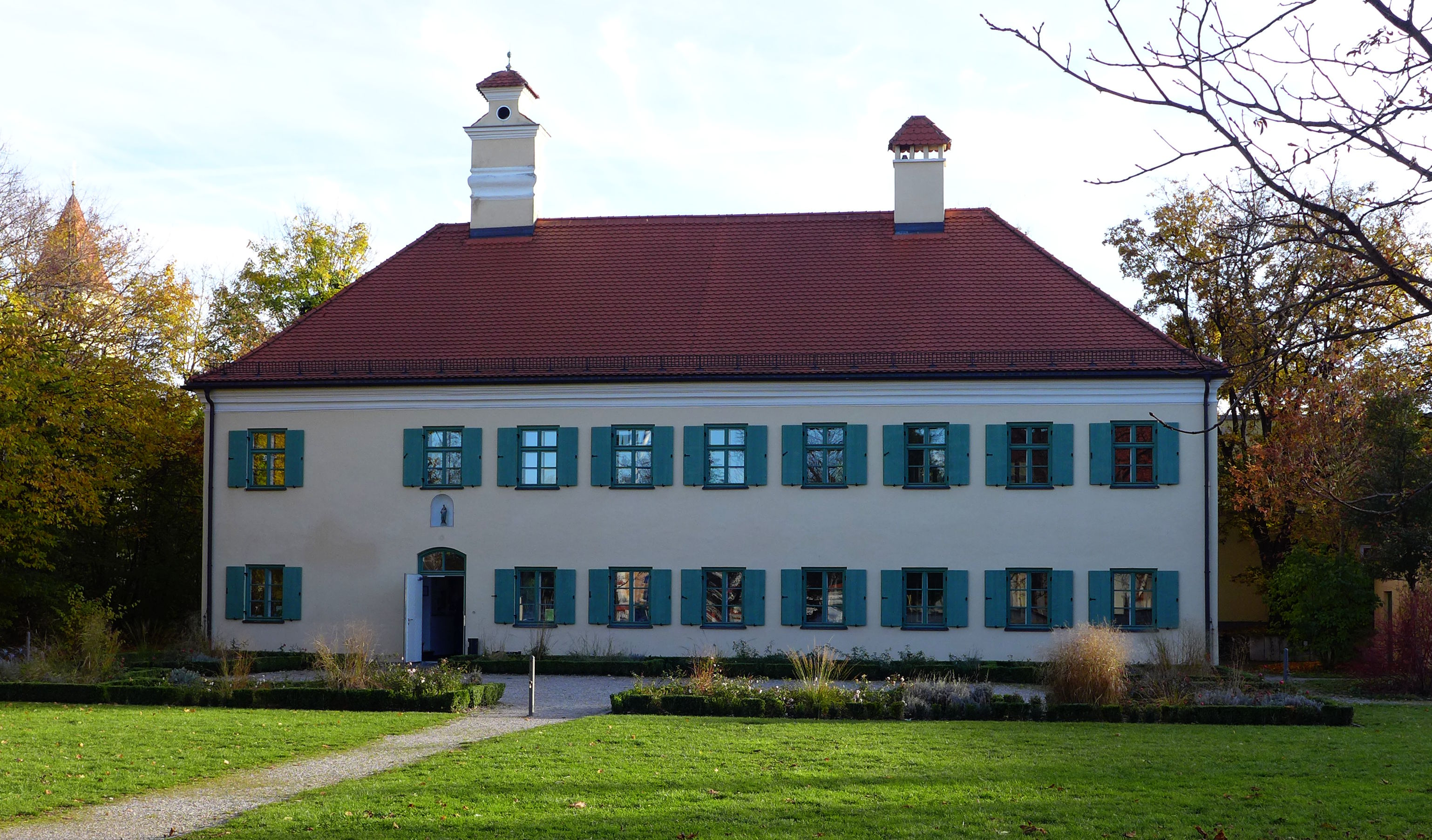
Pelkovenschlössl, München
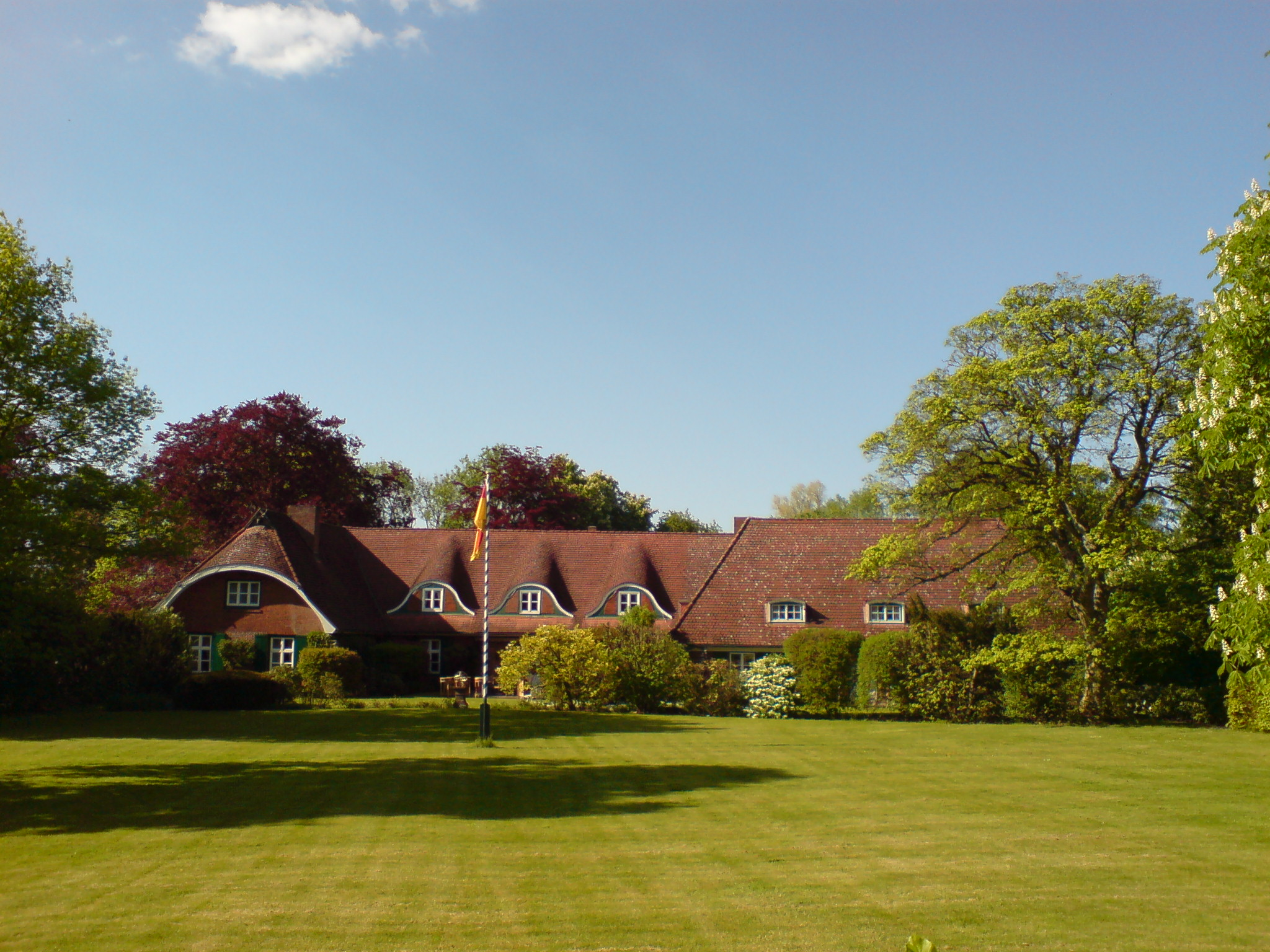
Gut Basthorst, Schleswig-Holstein

## Wappen

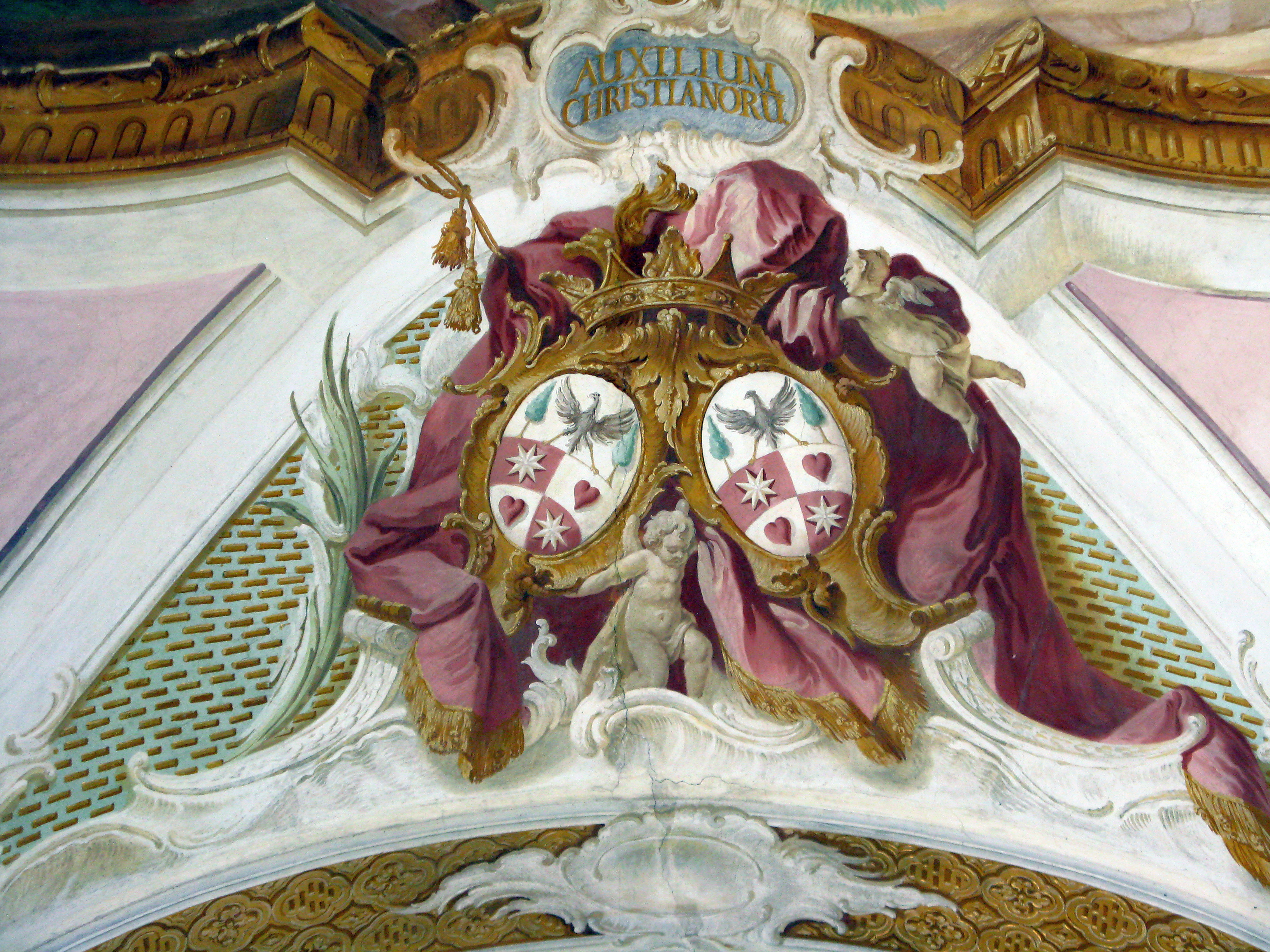
Allianzwappen der Ruffini an der Decke der Kirche St. Vitalis in Sigmertshausen

„Schild geviert mit Schildhaupt. Im silbernen Schildhaupt ein wachsender rechts stehender gekrönter schwarzer Adler. 1 und 4 in Rot ein achtstrahliger Stern, 2 und 3 in Silber ein rotes Herz. Auf dem Schild eine Freiherrenkrone, auf der sich zwei gekrönte Helme erheben.“

## Angehörige

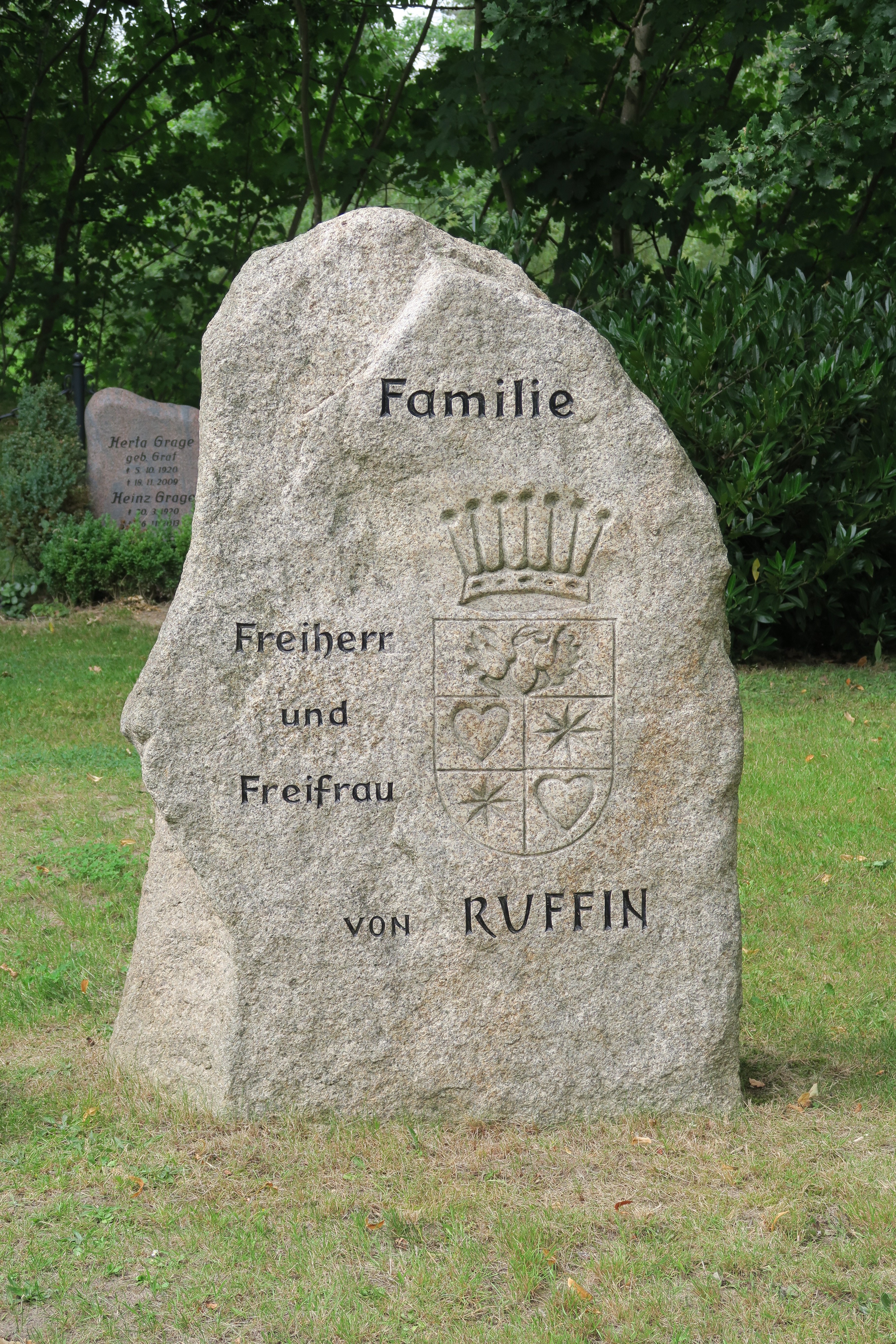
Grabstein auf dem Friedhof St. Marien in Basthorst

- Enno von Ruffin (* 1954), Gutsbesitzer in Basthorst, zweiter Ehemann der Sängerin Vicky Leandros
- Franz von Ruffin (1912–2000), deutscher Landwirt und Offizier
- Kurt von Ruffin (1901–1996), deutscher Schauspieler
- Sandra von Ruffin (* 1986), deutsche Schauspielerin
- Johann Baptist von Ruffini (1672–1749), Salzkaufmann in Bayern